# Maianthemum dahuricum
Maianthemum dahuricum là một loài thực vật có hoa trong họ Măng tây. Loài này được (Turcz. ex Fisch. & C.A.Mey.) LaFrankie mô tả khoa học đầu tiên năm 1986.